# Davida Leó
Boldogi Davida Leó (Srogow-Dólny, Gácsország, 1852. március 8. – Budapest, Józsefváros, 1929. november 24.) orvosdoktor, anatómus és egyetemi tanár. Davida Jenő nagybátyja.

## Élete
Nagybátyja, Davida Sándor budapesti gyakorló orvos fogadta örökbe. A gimnáziumot és az egyetemet Pesten végezte. A Budapesti Tudományegyetem nyerte el orvosdoktori, szülészmesteri és a sebészi oklevelét 1876-ban. Egyetemi évei alatt két alkalommal volt leíró- és tájbonctani demonstrátor, három ízben lett pályanyertes bonctani, sebészeti és gyógyszertani pályakérdéseknél. A bonctani előmenetelei alapján pedig 300 forintos állami ösztöndíjat nyert. Az utolsó tanévben mint gyógyszertani gyakornok Balogh Kálmán tanár mellett működött. 1875 novemberében mint szigorló-orvos Mihalkovics Géza fejlődéstani tanársegéde lett. 1876-ban a leíró- és tájbonctani tanszékhez nevezték ki tanársegédnek, ahol Lenhossék József tanár mellett működött négy éven át. Közben egy évig, 1878 augusztusától 1879 júliusáig a boszniai hadjáratban mint császári és királyi főorvos vett részt. 1881 januárjában a kolozsvári egyetem leíró- és tájbonctani tanszéke mellé helyettes tanárnak nevezték ki. Ugyanott 1882-ben az idegbonctanból magántanári képesítést szerzett és július 20-án a leíró- és tájbonctan nyilvános rendes tanárává nevezték ki. Tanárként kétszer, 1882-ben és 1885-ben az állam költségén külföldre utazott, hogy bonctani, kórbonctani és törvényszékorvostani intézetek berendezését és fölszerelését tanulmányozza. Meglátogatta a bécsi, prágai, müncheni, erlangeni, heidelbergi, würzburgi, tübingeni, giesseni, göttingeni, jénai, lipcsei, hallei, berlini, strasbourgi, nancyi, zürichi, berni, bázeli és párizsi orvosi fakultások intézeteit. Szerzett tapasztalatait a kolozsvári anatómia (bonctani, kórbonctani és törvényszékorvostani intézetek együtt) díszes és modern épületének fölépítésénél és berendezésénél érvényesítette. A Kolozsvári Orvos-Természettudományi Társulat és a Magyar Orvosi Könyvkiadó Társulat  rendes tagja, a kolozsvári egyetem orvosi karának negyedízben dékánja is volt. 1919-ben, amikor Erdély román megszállását követően a kolozsvári Ferenc József Tudományegyetem is román kézre került, a magyar professzorok többsége, így Davida Leó is Budapestre menekült. Ő hozta létre a szegedi egyetem anatómiai intézetét. 1921-ben vonult nyugdíjba.
Leíró bonctannal foglalkozott, kutatta a csigolya közti dúcokat, és a végtagok gyűjtőereit. Kutatási eredményeit külföldi szaklapok közölték.
Orvosi cikkei:
- Boncztani átmetszetek állandó eltartásáról és egyes testrészek megkövítéséről. Előleges közlemény. (Orvosi Hetilap, 1873)
- Über die Multiplicität der Lumbal und Sacral-Spinalganglien (Centralblatt für die medizische Wissenschaft, 1880)

## Munkái
- Az ágyéki és keresztagyi dúczok többszörösségéről. Budapest, 1880 (Értek. a term. tud. kör X. 16.)
- A nyaki idegek gyökei- és csigolyaközti dúczainak magatartásáról a perobrachia egy esetében. Kolozsvár, 1881 (Orvos t. t. Értesítő, orvosi szak III. füzet.)
- Über das Verhalten der Spinalwurzeln und Spinalganglien der Halsnerven in einem Falle von Perobrachie. Berlin, 1882 (Virchow's Archiv f. path. Anat. u. Phys. u. f. kl. Med.)
- Eddig nem észlelt szürke dúczokrol az ágyéki és keresztidegek hátsó gyökein. Kolozsvár, 1882 (Orvos t. t. Értesítő, orvosi szak 1 füzet.)
- A gerinczagyi idegek mellső és hátsó ágainak képződésmódjáról. Uo. 1882 (Orv. t. t. Ért., orvosi szak 2. füz.)

Vezetése és útmutatása mellett a következő dolgozatok adattak ki intézetéből: Az embersziv idegsejtjei, dr. Szentkirályi Gézától (Orvos t. t. Ért. 1884. 2. füz.), A XI. agyidegről, dr. Hints Elektől (Uo. 1886. III. füz.), A vagus járulékos idegének körzeti elterjedése területéről, dr. Hints Elektől (Uo. 1888. I.), Adatok a szividegek boncztanához, Békésy Géza orvosnövendéktől (Uo. 1888. I.), A jobb kulcs alatti ütér mint az aorta iv negyedik ága, dr. Hantz Mihálytól. (Orvosi Hetilap, 1891)